# Lars Granaas
Lars Granaas (Drammen, 12 aprile 1979) è un ex calciatore norvegese, di ruolo difensore.

## Biografia
È il padre di Sondre Granaas, anch'egli calciatore.

## Carriera

### Club

#### Strømsgodset
Granaas cominciò la carriera con la maglia dello Strømsgodset. Debuttò nell'Eliteserien il 10 agosto 1997, entrando a partita in corso nel successo per 8-0 sul Kongsvinger. Il 16 maggio 1999 segnò la prima rete, nella sconfitta per 3-1 contro il Rosenborg. Rimase in squadra fino al 2006, quando il suo spazio fu limitato.

#### Follo
Il 27 giugno 2006 passò allora al Follo, squadra militante nella 2. divisjon, legandosi al club con un contratto dalla durata di due anni e mezzo. Totalizzò 49 apparizioni con il club, in questo periodo, con 2 reti all'attivo.

#### Mjøndalen
Nel 2009, Granaas diventò un calciatore del Mjøndalen. Esordì in squadra il 5 aprile, sostituendo Joachim Olsen nella sconfitta per 1-0 sul campo del Nybergsund-Trysil. Il 19 settembre 2010 realizzò la prima rete in campionato con questa maglia, nel successo per 1-0 sul Ranheim. Si ritirò dall'attività agonistica al termine del campionato 2013.

### Nazionale
Granaas giocò 5 partite per la Norvegia under 21. Il primo di questi lo disputò in data 22 febbraio 2000, quando fu titolare nella vittoria per 1-0 sulla Finlandia under 21.

## Statistiche

### Presenze e reti nei club
Statistiche aggiornate al 5 novembre 2017.
| Stagione            | Club                | Campionato          | Campionato | Campionato | Coppe nazionali | Coppe nazionali | Coppe nazionali | Coppe continentali | Coppe continentali | Coppe continentali | Supercoppe | Supercoppe | Supercoppe | Totale | Totale |
| Stagione            | Club                | Comp                | Pres       | Reti       | Comp            | Pres            | Reti            | Comp               | Pres               | Reti               | Comp       | Pres       | Reti       | Pres   | Reti   |
| ------------------- | ------------------- | ------------------- | ---------- | ---------- | --------------- | --------------- | --------------- | ------------------ | ------------------ | ------------------ | ---------- | ---------- | ---------- | ------ | ------ |
| 1997                | Strømsgodset        | ES                  | 1          | 0          | CN              | ?               | ?               | -                  | -                  | -                  | -          | -          | -          | ?      | ?      |
| 1998                | Strømsgodset        | ES                  | 10         | 0          | CN              | ?               | ?               | CU                 | ?                  | ?                  | -          | -          | -          | ?      | ?      |
| 1999                | Strømsgodset        | ES                  | 24         | 2          | CN              | ?               | ?               | -                  | -                  | -                  | -          | -          | -          | ?      | ?      |
| 2000                | Strømsgodset        | 1D                  | 23         | 1          | CN              | ?               | ?               | -                  | -                  | -                  | -          | -          | -          | ?      | ?      |
| 2001                | Strømsgodset        | ES                  | 18         | 0          | CN              | ?               | ?               | -                  | -                  | -                  | -          | -          | -          | ?      | ?      |
| 2002                | Strømsgodset        | 1D                  | 22         | 6          | CN              | ?               | ?               | -                  | -                  | -                  | -          | -          | -          | ?      | ?      |
| 2003                | Strømsgodset        | 1D                  | 29         | 2          | CN              | ?               | ?               | -                  | -                  | -                  | -          | -          | -          | ?      | ?      |
| 2004                | Strømsgodset        | 1D                  | 29         | 0          | CN              | ?               | ?               | -                  | -                  | -                  | -          | -          | -          | ?      | ?      |
| 2005                | Strømsgodset        | 1D                  | 27         | 6          | CN              | ?               | ?               | -                  | -                  | -                  | -          | -          | -          | ?      | ?      |
| apr.-giu. 2006      | Strømsgodset        | 1D                  | 2          | 0          | CN              | ?               | ?               | -                  | -                  | -                  | -          | -          | -          | ?      | ?      |
| Totale Strømsgodset | Totale Strømsgodset | Totale Strømsgodset | 185        | 17         |                 | ?               | ?               |                    | ?                  | ?                  |            | -          | -          | ?      | ?      |
| giu.-nov. 2006      | Follo               | 1D                  | 14         | 1          | CN              | ?               | ?               | -                  | -                  | -                  | -          | -          | -          | ?      | ?      |
| 2007                | Follo               | 2D                  | ?          | ?          | CN              | ?               | ?               | -                  | -                  | -                  | -          | -          | -          | ?      | ?      |
| 2008                | Follo               | 2D                  | ?          | ?          | CN              | ?               | ?               | -                  | -                  | -                  | -          | -          | -          | ?      | ?      |
| Totale Follo        | Totale Follo        | Totale Follo        | 49         | 2          |                 | ?               | ?               |                    | -                  | -                  |            | -          | -          | ?      | ?      |
| 2009                | Mjøndalen           | 1D                  | 14         | 0          | CN              | ?               | ?               | -                  | -                  | -                  | -          | -          | -          | ?      | ?      |
| 2010                | Mjøndalen           | 1D                  | 11         | 1          | CN              | ?               | ?               | -                  | -                  | -                  | -          | -          | -          | ?      | ?      |
| 2011                | Mjøndalen           | 1D                  | 15         | 0          | CN              | ?               | ?               | -                  | -                  | -                  | -          | -          | -          | ?      | ?      |
| 2012                | Mjøndalen           | 1D                  | 8          | 0          | CN              | 0               | 0               | -                  | -                  | -                  | -          | -          | -          | 8      | 0      |
| 2013                | Mjøndalen           | 1D                  | 10         | 1          | CN              | 3               | 0               | -                  | -                  | -                  | -          | -          | -          | 13     | 1      |
| Totale Mjøndalen    | Totale Mjøndalen    | Totale Mjøndalen    | 58         | 2          |                 | ?               | ?               |                    | -                  | -                  |            | -          | -          | ?      | ?      |
| 2016                | Stoppen             | 5D                  | ?          | ?          | -               | -               | -               | -                  | -                  | -                  | -          | -          | -          | ?      | ?      |
| 2017                | Stoppen             | 5D                  | ?          | ?          | -               | -               | -               | -                  | -                  | -                  | -          | -          | -          | ?      | ?      |
| Totale Stoppen      | Totale Stoppen      | Totale Stoppen      | ?          | ?          |                 | ?               | ?               |                    | -                  | -                  |            | -          | -          | ?      | ?      |
| Totale              | Totale              | Totale              | 292+       | 21+        |                 | ?               | ?               |                    | ?                  | ?                  |            | -          | -          | ?      | ?      |